# Rocher Percé

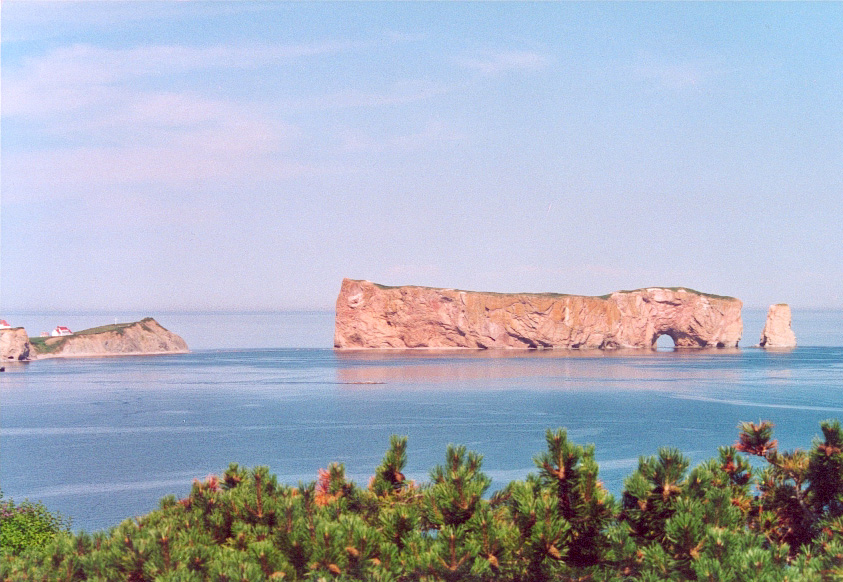
Rocher Percé

Rocher Percé – monolit znajdujący się w zatoce św. Wawrzyńca, u wschodniego krańca półwyspu Gaspé w Kanadzie. Ma około 430 m długości, około 90 metrów szerokości i blisko 90 metrów wysokości.
Istnieje przypuszczenie, że dawno temu wysepka Rocher Percé była zespolona z lądem i miała cztery łuki skalne. Do dziś zachował się tylko jeden z nich, o szerokości przeszło 30 metrów, widoczny od strony morza. Podczas odpływu na około cztery godziny wynurza się z morza piaszczysta mielizna łącząca wysepkę z lądem.
Dawniej mieszkańcy wybrzeża wspinali się po stromym zboczu Rocher Percé i wybierali jaja z ptasich gniazd. Ale niedawno poczyniono kroki, by wysepkę ratować przed zniszczeniem oraz chronić gnieżdżące się na niej ptaki. Decyzją władz Quebecu od 1985 roku Rocher Percé i niedaleka wyspa Bonaventure stanowią rezerwaty ptactwa. Wyspę Bonaventure obrały sobie za lęgowisko głuptaki zwyczajne. Miejscowa ich kolonia jest pod względem liczebności druga na świecie.
Formacja jest jedną z największych atrakcji regionu.